# کوسه سرگاوی گالاپاگوس
کوسه سرگاوی گالاپاگوس (نام علمی: Heterodontus quoyi) نام یک گونه از سرده کوسه‌های شاخدار است.